# Liste von Folkmusikern
Dies ist eine alphabetisch sortierte Liste von Bands und Solisten des Folk und Folk Rock.

## A
- Rick Abao, USA
- Acoustic Revolution, Deutschland
- Across the Border, Deutschland
- Derroll Adams, USA
- Ahead to the Sea, Deutschland
- Albion Band, Vereinigtes Königreich/England
- Älabätsch
- Äl Jawala, Deutschland
- The Alias Acoustic Band
- Altan, Irland
- Amazing Blondel, Vereinigtes Königreich/England
- An Erminig
- Aniada a Noar, Österreich
- Apparatschik, Deutschland
- April Moon, Deutschland
- Pablo Ardouin, Chile
- Frankie Armstrong, Vereinigtes Königreich/England
- Louise Attaque, Frankreich
- Attwenger, Österreich
- Aurelia, Deutschland
- Ausseer Hardbradler, Österreich
- The Avett Brothers, USA

## B
- Joan Baez, USA
- The Band. USA, Kanada
- John Barden, Irland
- Barzaz, Frankreich/Bretagne
- Battlefield Band, Vereinigtes Königreich/Schottland
- Bayon, Deutschland
- Beirut, USA
- Bergfolk
- Bernies Autobahn Band, Deutschland
- Berrogüetto, Spanien
- Biermösl Blosn, Deutschland
- Frances Black, Irland
- Mary Black, Irland
- Blackmore’s Night, USA
- Bleizi Ruz, Frankreich/Bretagne
- Blowzabella, Vereinigtes Königreich/England
- Bluatschink, Österreich
- Blushing Melons, Österreich
- Ulrika Bodén, Schweden
- Ulli Bögershausen, Deutschland
- Eric Bogle, Schottland/Australien
- The Bothy Band, Irland
- Bowerbirds
- Boys of the Lough, Vereinigtes Königreich/Schottland
- Bratsch, Frankreich
- Moya Brennan, Irland
- Namoli Brennet, USA
- Broadlahn, Österreich
- Broom Bezzums, Deutschland
- Kirsten Bråten Berg, Norwegen
- Dix Bruce, USA
- Bube Dame König, Deutschland
- Buffalo Springfield, USA
- Vashti Bunyan, Vereinigtes Königreich/England
- The Byrds, USA

## C
- Seán Cannon, Irland
- Capercaillie, Vereinigtes Königreich/Schottland
- Cara, Deutschland, Schottland, Irland
- Elena Cardas, Deutschland
- Casa del Vento, Italien
- Karan Casey, Irland
- Eva Cassidy, USA
- Lisa Chappell, Neuseeland
- Clannad, Irland
- Clonmac Noise, Deutschland
- The Chieftains, Irland
- Die City Preachers, Deutschland
- Coalminers Beat, Deutschland
- Cobblestones, Deutschland
- Bruce Cockburn, Kanada
- Colin Wilkie & Shirley Hart, Vereinigtes Königreich/England
- Dolly Collins, Vereinigtes Königreich/England
- Judy Collins, USA
- Shirley Collins, Vereinigtes Königreich/England
- Connemara Stone Company, Deutschland
- Cécile Corbel, Frankreich/Bretagne
- The Corries, Schottland
- Corvus Corax, Deutschland
- Counting Crows, USA
- Cromdale
- Crosby, Stills, Nash and Young, USA

## D
- Dadale
- Dán
- DArtagnan, Deutschland
- The Dead South, Kanada
- Déanta
- De Dannan, Irland
- Franz-Josef Degenhardt, Deutschland
- deishovida, Österreich
- Deitsch, Deutschland
- Sandy Denny, Vereinigtes Königreich/England
- John Denver, USA
- Dhalia’s Lane, Deutschland
- Diaouled ar Menez, Frankreich/Bretagne
- Don Paulin, USA
- Dropkick Murphys, USA
- The Dubliners, Irland
- Duivelspack, Deutschland
- Duo Sonnenschirm, Deutschland
- Bob Dylan, USA

## E
- Elster Silberflug, Deutschland
- Emma Myldenberger, Deutschland
- Emtidi, Deutschland
- Enter the Haggis, Kanada, Vereinigtes Königreich/Schottland
- Enya, Irland
- Equation
- ErsatzMusika, Deutschland
- Espe, Deutschland
- Everly, USA

## F
- Dalia Faitelson, Dänemark
- Fairport Convention, Vereinigtes Königreich/England
- Falckenstein, Deutschland
- Falkenstein, Deutschland
- Farlanders
- Faun, Deutschland
- Fejd, Schweden
- Feuerschwanz, Deutschland
- Fiddler’s Fare, Deutschland
- Fiddler’s Green, Deutschland
- Fiedel Michel, Deutschland
- Finntroll, Finnland
- Fleadh, Deutschland/Irland
- Eric Fish, Deutschland
- Five Hand Reel
- Flogging Molly, USA
- Folkländer, Deutschland
- Folksam, Deutschland
- Fotheringay, Vereinigtes Königreich/England
- Kat Frankie, Australien
- Alasdair Fraser, Vereinigtes Königreich/Schottland
- Fraunhofer Saitenmusik, Deutschland
- Fricklesome Amsel, Deutschland
- Furunkulus, Deutschland

## G
- Galahad, Deutschland
- Garmarna, Schweden
- Dick Gaughan, Vereinigtes Königreich/Schottland
- Gåte, Norwegen
- Toni Geiling, Deutschland
- Gjallarhorn, Finnland
- Glenfiddle, Deutschland
- Glen of Guinness, Schweiz
- Global Kryner, Österreich
- Hubert von Goisern, Österreich
- Graymalkin, Österreich
- Great Big Sea, Kanada
- Die Grenzgänger, Deutschland
- Nanci Griffith, USA
- David Grisman, USA
- Otto Groote, Deutschland
- Gryphon, Vereinigtes Königreich
- Gerhard Gundermann, Deutschland
- Arlo Guthrie, USA
- Woody Guthrie, USA
- Gwendal, Frankreich/Bretagne
- Gwerz, Frankreich/Bretagne

## H
- Die Habenichtse, Deutschland
- Hai & Topsy, Schweden
- Emma Härdelin, Schweden
- Emmylou Harris, USA
- Die Hayner
- Hedningarna, Schweden
- Hein & Oss, Deutschland
- Heiter bis Folkig, Deutschland
- Corny Held
- Herzgespann
- The High Kings, Irland
- The Highwaymen, USA
- 17 Hippies, Deutschland
- Hölderlin Express
- The Hooters, USA
- Horch, Deutschland
- Horslips, Irland
- Hoven Droven
- Hradistan Tschechische Republik
- Hundsbuam Miserablige
- Ashley Hutchings, Vereinigtes Königreich/England

## I
- Incredible String Band, Vereinigtes Königreich/Schottland
- In Search of a Rose
- In Extremo, Deutschland
- Iona, Vereinigtes Königreich/Schottland
- IRISHsteirisch, Österreich
- Die Irrlichter, Deutschland
- Andy Irvine, Irland

## J
- Jade Warrior, Vereinigtes Königreich
- Jams, Vereinigtes Königreich
- Bert Jansch, Vereinigtes Königreich
- Michael Johnathon, USA
- Jaroslav Čech, Tschechische Republik
- John Garner, Deutschland

## K
- Tom Kannmacher, Deutschland
- Kapela ze Wsi Warszawa, Polen
- Karma, Kroatien
- Katzenjammer, Norwegen
- Fiede Kay, Deutschland
- Kelpie, Deutschland / Norwegen
- Keltenherz, Deutschland
- Knasterbart, Deutschland
- Knut Kiesewetter, Deutschland
- Die Knödel, Österreich
- Kolinda, Ungarn
- Jens Kommnick, Deutschland
- Kornog
- Korpiklaani, Finnland
- Lisa Knapp, Großbritannien
- Alison Krauss, USA

## L
- L. Bow Grease, Deutschland
- Lack of Limits, Deutschland
- Werner Lämmerhirt, Deutschland
- Landluft
- Langsyne, Deutschland
- Loudest Whisper, Irland
- Laïs, Belgien
- Lakis & Achwach
- Larkin, Deutschland
- Leadbelly, USA
- LesDerhos’n
- Letzte Instanz, Deutschland
- The Levellers, Vereinigtes Königreich/England
- Lick The Tins
- Liedehrlich, DDR
- Liederlich Spielleut, Österreich
- Liederjan, Deutschland
- Lisa Akuah, Deutschland
- Gordon Lightfoot, Kanada
- Lilienthal, Deutschland
- Lindisfarne, Vereinigtes Königreich/England
- Lismore, Deutschland
- Loened Fall
- The Lumineers, USA
- Luna
- Luna Luna, Deutschland
- Susanne Lundeng, Norwegen
- Dónal Lunny, Irland

## M
- Magna Carta, Vereinigtes Königreich
- Malbrook, Deutschland
- The Mahones, Kanada
- Tommy Makem, Vereinigtes Königreich/Nordirland, USA
- Malicorne, Frankreich
- The Mamas and the Papas, USA
- Månegarm, Schweden
- Mànran, Schottland
- Mari Boine, Norwegen
- Larry Mathews, Irland
- Iain Matthews, Vereinigtes Königreich/England
- Benedicte Maurseth, Norwegen
- Matt McGinn, Schottland
- Barney McKenna, Irland
- Scott McKenzie, USA
- Mellow Candle, Irland
- The Men They Couldn’t Hang, Vereinigtes Königreich
- Natalie Merchant, USA
- Mighty Oaks, Deutschland
- Joni Mitchell, USA
- Mnozil Brass, Österreich
- Modena City Ramblers, Italien
- Ale Möller, Schweden
- Matt Molloy, Irland
- Christy Moore, Irland
- Martin Moro, Österreich
- Moving Hearts, Irland
- Mozaik
- Mr. Hurley und die Pulveraffen, Deutschland
- Mrs. Greenbird, Deutschland
- Birgit Muggenthaler, Deutschland
- Mumford & Sons, Vereinigtes Königreich/England
- Muzsikás, Ungarn

## N
- Na Casaidigh, Irland
- Na Filí, Irland
- Naked Raven, Australien
- Nachtgeschrei, Deutschland
- Natural Accustic Band
- Nem Gajda
- Netnakisum, Österreich
- Roland Neuwirth, Österreich
- Das Niveau, Deutschland
- Nobody Knows, Deutschland
- Nolwenn Leroy, Frankreich

## O
- Phil Ochs, USA
- Omnia, Niederlande
- Rüdiger Oppermann, Deutschland
- The O’Reillys and the Paddyhats, Deutschland
- Original Alpinkatzen, Österreich
- Orsa Spelmän, Schweden
- Otava Yo, Russland
- Ougenweide, Deutschland
- Oysterband, Vereinigtes Königreich/England

## P
- Paddy and the Rats, Ungarn
- Paddy Goes to Holyhead, Deutschland
- Patty Gurdy, Deutschland
- Eivør Pálsdóttir, Färöer/Dänemark
- Patrick Street
- Tom Paxton, USA
- John Pearse, Vereinigtes Königreich/England
- Pennoù Skoulm
- Pentangle, Vereinigtes Königreich
- The Permanent Cure, Deutschland, Irland
- Peter, Paul and Mary, USA
- Pfuri, Gorps & Kniri, Schweiz
- Piatkowski & Rieck, Deutschland
- Planxty, Irland
- De Plattfööt, Deutschland
- The Pogues, Irland
- The Poozies, Vereinigtes Königreich/England
- Principal Edwards Magic Theater
- Maddy Prior, Vereinigtes Königreich/England

## R
- Rabenschrey, Deutschland
- Ranarim, Schweden
- Rapalje, Niederlande
- Peter Ratzenbeck, Österreich
- The Real McKenzies, Kanada
- Paddy Reilly, Irland
- Reinig, Braun + Böhm, Deutschland
- Renaissance, Vereinigtes Königreich
- Rhiannon, Österreich
- The Rumjacks, Australien
- Runrig, Vereinigtes Königreich/Schottland
- Rupa & the April Fishes, USA

## S
- Sainge, Deutschland
- Buffy Sainte-Marie, Kanada
- Sallyangie, Vereinigtes Königreich/England
- Saltatio Mortis, Deutschland
- The Sands Family, Vereinigtes Königreich/Nordirland
- Sangesfolk, Deutschland
- Santiano, Deutschland
- Schandmaul, Deutschland
- Schariwari, Deutschland
- Schelmish, Deutschland
- Schmelztiegel, Deutschland
- Paddy Schmidt, Deutschland
- Die Schnitter, Deutschland
- Seamen, Deutschland
- Pete Seeger, USA
- Die Seer, Österreich
- Marie Selander, Schweden
- Sharon Shannon, Irland
- Shockwave Riders, Deutschland
- Show of Hands, Vereinigtes Königreich/England
- Siebenpfeiffer, Deutschland
- Silly Wizard, Vereinigtes Königreich/Schottland
- Simon and Garfunkel, USA
- Skolvan, Frankreich/Bretagne
- Soldat Louis, Frankreich/Bretagne
- Solid British Hat Band
- Sonerien Du, Frankreich/Bretagne
- Sparklehorse, USA
- Davy Spillane, Irland
- Spriguns
- Squadune, Österreich
- Steeleye Span, Vereinigtes Königreich
- Alan Stivell, Frankreich/Bretagne
- Strömkarlen, Deutschland
- Stone Angel, Vereinigtes Königreich
- Die Streuner, Deutschland
- S.T.S., Österreich
- Subway to Sally, Deutschland

## T
- June Tabor, Vereinigtes Königreich/England
- Talisco, Frankreich
- The Tannahill Weavers, Vereinigtes Königreich
- Tanzbär, Deutschland
- Richard Thompson, Vereinigtes Königreich/England
- Titlá, Italien/Südtirol
- The Amazing Devil, England
- Trader Horne
- The Transsylvanians
- Trees, Vereinigtes Königreich
- Triakel, Schweden
- Triskilian, Deutschland
- Tri Yann, Frankreich/Bretagne
- Die Troubadoure, Deutschland
- Trouz
- Tudor Lodge

## U
- ULMAN, Deutschland
- Urban Trad, Belgien

## V
- Värttinä, Finnland
- Väsen, Schweden
- Versengold, Deutschland
- Viikate, Finnland
- Jochen Vogel, Deutschland
- Vroudenspil, Deutschland
- The Voice Squad

## W
- Wacholder, Deutschland
- Hannes Wader, Deutschland
- Loudon Wainwright III, USA
- Warsaw Village Band, Polen
- Simon Wascher, Österreich
- Wasteland Green, Deutschland
- The Waterboys, Vereinigtes Königreich
- Wellküren, Deutschland
- Werkraum, Deutschland
- Whisky Priests, Vereinigtes Königreich/England
- Wiener Tschuschenkapelle, Österreich
- Wig a Wag
- Lena Willemark, Schweden
- Wimme Saari, Finnland
- The Wolfe Tones, Irland
- Wolfenmond, Deutschland
- Woods Band
- Wortsatia

## Z
- Zabine, Österreich
- Merit Zloch, Deutschland
- Ágnes Zsigmondi, Ungarn
- Zupfgeigenhansel, Deutschland
- Zwiezupf, Österreich